# Kalanchoe suarezensis
Kalanchoe suarezensis е вид каланхое (раздел Bryophyllum), родом от северната част на Мадагаскар.
Култивира се като декоративно растение, но често погрешно се идентифицира като други видове като:
- K. gastonis-bonnieri – различава се по това, че има повече или по-малко кафеникави петна по листата, докато листата на K. suarezensis са безупречни.[1]
- K. mortagei – различава се с наличието на аурикулатни до пелтатни листа[2]
- K. suarezensis – с отслабена листна основа.[1]
- K. poincarei – разтегнат вид, непознат в отглеждането, много различен от всички видове, споменати по-горе.[3]
- K. laetivirens – има растения обикновено в близост до върха на листата, докато K. laetivirens има растения по целия ръб на листата.[1]